# クリュニー修道院

クリュニー修道院の紋章

クリュニー修道院（クリュニーしゅうどういん、正式名称はサン＝ピエール・エ・サン＝ポール・ド・クリュニー修道院。フランス語:Abbaye de Saint-Pierre et Saint-Paul de Cluny）は、当時のブルグント王国内で現在のフランス・ブルゴーニュ地方のソーヌ＝エ＝ロワール県・クリュニーに910年9月11日（909年とする説もある）、アキテーヌ公ギヨーム1世により創建されフランス革命まで存続したベネディクト会修道院である。聖堂はフランス・ロマネスク様式の最大の建築物であった。

## 概要
9世紀、異民族の侵攻により荒廃したヨーロッパの修道院を改革する中で、クリュニー修道院が創設された。当時の修道院は、領主や貴族といった世俗権力の支配に従属し、腐敗していたが、彼らはこれを改革し、ベネディクト派の清貧で厳格な規律に基づく修道士生活の復興を目指した。そのため、世俗権力や司教権の干渉を拒み、ローマ教皇のみに従属した。クリュニー修道院は『聖ベネディクトゥス戒律』における「祈り」を重視し、人々に代わって死者の煉獄での魂の平安を祈祷(代祷)した。その見返りに、彼らは聖俗両界の支持や寄進を集めたのである。
10-11世紀の全盛期には、500人近くの修道士をクリュニーに集め、1500あまりの従属修道院を持つ巨大修道院連合を構築した。その勢いは「王国」とも称され、西欧の政治・芸術文化の中心地となった。中世最大の神学者と言われたアベラルドゥスもクリュニーに所属した。また、11世紀の大規模なキリスト教世界の秩序再編成運動であるグレゴリウス改革にも関与した。
しかし次第にクリュニーも富裕層からの寄進を受け裕福になり、聖堂は荘厳かつ巨大になり、創立当初の理念を忘れて腐敗していった。また、祈りを重視しすぎて、その典礼に時間を割きすぎたこともクリュニー衰退の一因である。同じベネディクト派修道会であるシトー会が全てを簡素化し、労働を重んじて原始修道制への回帰を試みたのも、クリュニー修道院への批判と反省の上に立っている。クリュニー修道院の衰退は14世紀頃から始まり、16世紀の宗教改革により一段と勢力を失い、18世紀のフランス革命により完全に解体された。
クリュニー修道院がその歴史に果たした影響は大きく、キリスト教を普遍的な宗教として西欧に広めゲルマン・ローマ、世界の統合を進めたのもクリュニー修道院の事跡である。また、その大聖堂はロマネスク様式の代表的な建築であり、その革新的な建築技術は12世紀ルネサンスの基礎を築き、ゴシック建築への道を開いた。また、クリュニー会士は黒い修道服を着用したことから、「黒い修道士」とも呼ばれた。

## 沿革
クリュニー修道院がその成長と栄華を極めたのは、創建時(910年)から9代院長ピエールの没年(1156年)までの約250年間である。それ以降は幾度かの改革を繰り返しながら緩やかに衰退していき、フランス革命をもって完全に廃絶された。

### 設立の背景
9世紀ヨーロッパは混乱の時代であった。カール大帝の死後、カロリング朝は政治的統一を失い、フランク王国は3つに分裂した。朝110社会情勢が不安定な中、富が蓄積されていた修道院ではノルマン人、ハンガリア人、イスラム教徒などの異教徒による略奪が多発した。
高位聖職者は世俗の領主と変わらず、司祭は政治闘争に熱中する無学で貪欲な貴族の次男・三男が務め、財産や妻子を持つ修道士も一般化していた。ローマ教皇でさえローマ有力家系の傀儡であり、教皇庁もローマ貴族の言いなりになって動いていた。教区の教会も修道院もすべて有力貴族や国王に従属しており、キリスト教世界全体が世俗権力に引きずり回されていたのである。
特に修道院は国の保護から手放され、俗人貴族による私有化で贈与や売買の対象となることが多かった。彼らは修道院を自分の財産とみなしていたため、修道士は小作人や農奴扱いされ、搾取された。修道院領を巡る裁判、戦争が多発していた当時の帝国において、修道院は消滅するか貧困に陥るかの2択しか残されていなかったのである。

### クリュニー修道院の設立
10世紀初頭、9世紀の動乱で荒れ果てたヨーロッパのキリスト教世界と、被害者である修道院を再建しようという運動が急速に巻き起こった。その運動の中で中核を果たしたのが、改革修道院クリュニーである。
クリュニー初代修道院ベルノンはジュラ出身の修道士である。彼はアニアヌのベネディクトに憧れ、その思想に倣ったジニー修道院やボーム修道院の修道院長を設立し、修道院長を務めた。そこでは『聖ベネディクトゥス戒律』が徹底され、私有財産を禁止し、沈黙と服従を旨とした生活が送られていた。これらの修道院は修道院再建運動の中で非常に高い評価を得て、多数の志願者を集めていた。ベルノンはさらなる修道院を作るための新たな土地を探していた。またアキテーヌ公マコン伯であったギヨーム1世は当時の貴族たちと同じく、自分とその一族のために、死後の魂の平安と、天国での聖人の保護を執り成してくれる、いわゆる「代祷」を行ってくれる修道院を求めていた。「誓願を経た修道士の共同体」を扶養し、自分たちのための代祷をさせようとしたのである。
思想は異なれども彼ら二人の構想は合致し、910年9月11日、両者の合意の下設立特許状が発給され、クリュニーに修道院を設立されることが決定した。アキテーヌ公領の中心地オーヴェルニュではなく公領東端に位置するクリュニーに修道院を建築したのは、クリュニーがギヨームの妻インゲルベルガ属するボゾン家の貴族たちの政治的緩衝地帯であり、ボゾン家の先祖を弔い、和解と協力を象徴するためであったとされる。また、複数の世俗権力が交わる場所であったクリュニーの修道院長たちには、卓越した政治センスとバランス感覚が必要とされた。そのすぐれた政治的能力を保持した歴代修道院長たちの存在が、クリュニーが諸権力の調停者としてヨーロッパ全土に多大な影響を持った一因ともされている。
910年9月11日にブルージュで発給された設立特許状では、クリュニー設立の動機や教皇の保護への期待、寄進の条件や目的などが示された。この文書において、クリュニーは5年ごとにローマ教皇庁に10ソリドゥスを支払い、使徒ペトロと使徒パウロに寄進することが明記された。これにより、クリュニーはキリストの代理であり後継者でもあるローマ教皇に所属することになり、教皇権の庇護下におかれた。そうすることで、いかなる世俗権力への干渉が許されなくなった。クリュニー修道院は、両使徒の所有物として、ローマ教皇のみに所属する革新的な修道院だったのである。詳しくは（→#免属特権）
また、アキテーヌ公ギヨームもクリュニー設立後は一切の干渉を停止し、ベルノンに運営を一任した。職能が分離しつつあった10世紀に、祈りに専念する修道士にすべての運営権をゆだねることで、充実した修道生活や人材の確保を試みたのである。
さらに寄進に伴う条件として『聖ベネディクトゥス戒律』の遵守を定めた。
また、箴言の「人の富はその生命を贖うものになる」という文を引用し、富の効用について言及もしている。これにより祈祷兄弟盟約のような当時の貴族の救済観を窺い知ることもできる。詳しくは（→#祈祷兄弟盟約と寄進）

### 初期院長の政治と隆盛
初代修道院長ベルノン、2代オドン、3代アイマール、4代マイウール、5代オディロンの140年間は、クリュニーが生死者の代祷機関として信仰を集め、その機能を発揮した時代であった。これらの院長は有能かつ長命で知られ、クリュニーの発展と成功の大きな要因となった。中でもオドン、マイウール、オディロン、ユーグは死後列聖され、人々の崇敬を集めた。
2代修道院長オドン(在位927-942)は、ベルノンに従ってボーム修道院からクリュニー修道院へと移った人物であり、『聖ベネディクトゥス戒律』を篤く信仰したことで知られている。オドンは西フランク王ラウルから既得権の保護を得たり、教皇ヨハネス11世からインムニタスを認められたりと、経営手腕を発揮した。各地の権力者との関係を築きながら、クリュニーを中心とする改革組織を拡大させたのである。また数々の著作を執筆し、クリュニー精神をヨーロッパへと発信した。
3代アイマール(在位942-963)の頃には「クリュニー的ヨーロッパ」とされて西欧修道院の中核となり、年当たりの財産寄進数がピークに達した。

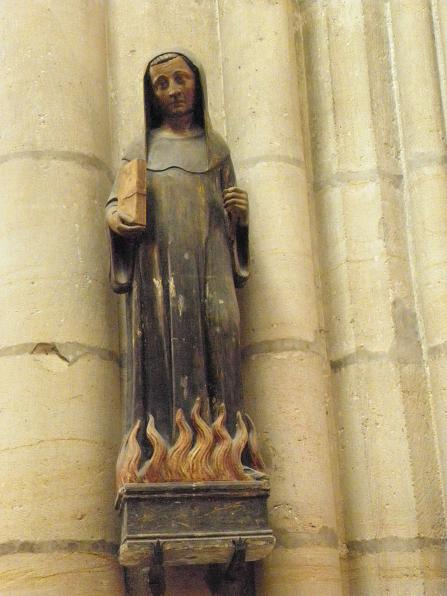
5代院長オディロンの像

5代オディロン(在位994-1048)は「死せるすべての信徒のための記念日」である「万霊節」を設置し、クリュニー修道制の解釈を広げ、その隆盛は「霊的クリュニー王国」と称されるほどであった。オディロンはローマ帝国の理念を提唱し、ザクセン朝・ザリエル朝の絶大な信頼を得、一方で司教権からの免属を求めて教皇権を支持した。ヨーロッパ世界の聖・俗の人々に対し絶大な影響力を持ったのである。また、オディロンは支院を定期的に巡察し、支院長を自ら任命した。クリュニーに法的に従属した修道院は「クリュニー修道会」と総称されるようになった。クリュニー修道会士は共通の慣習と規則に服従し、契約によりクリュニー修道院長と絆を持った。クリュニー修道会が強固な共同体意識を共有していた理由として、修道会に貢献した人物は死後にその名を記録され、命日に特別な記念祷が保証されたことが挙げられる。例えば、ハインリヒ2世やフェルナンド1世は、命日が大記念日に指定されるという破格の待遇を受けた。当初クリュニー修道会は修道院長を結節点とする精神的な結合組織であり、それが高度な発展を遂げた11世紀がクリュニー修道制の絶頂期であったのである。その規模は、900年から200年間で、1500あまりの従属修道院からなる一大修道院連合を構築するほどであった。

### ユーグの修道院改革と全盛期
11世紀、ヨーロッパでは全盛期を迎えたクリュニー修道院をはじめ、多くの修道院は大修道院となっていた。それらの大修道院では聖職の売買(シモニア)や聖職者の妻帯(ニコライティズム)が横行し、その生活は俗事に染まっていた。11世紀半ば、このような状況を改善するために、教皇レオ9世や教皇グレゴリウス7世によりグレゴリウス改革が始められた。グレゴリウス改革とは、世俗権力に従属していた諸教会をローマ教皇を中心とする教会組織のもとに編成しなおし、新しい教会の秩序を作り出す運動であった。

6第院長ユーグ(左奥)

クリュニー改革の後期は6代院長ユーグ(在位1049－1109)から始まる。圧倒的な権力を持つようになった改革教皇権のおかげでヨーロッパ世界の伝統秩序が揺らぐ中、クリュニーは教皇権への服従の姿勢を強めていく。ユーグは当初、初期の改革教皇のパートナーとして教会改革を積極的に推し進め、聖職者のモラル改善に努めた。教皇権と皇帝権の協調にも心を砕いたユーグはカノッサの屈辱でも教皇への必死の執り成しをしたが、皇帝ハインリヒ4世は後に約束を破り、何度もローマを包囲するに至る。幾度にもわたる仲裁の失敗でユーグは自身の影響力の限界を知り、教皇権と皇帝権の和解を諦めるようになった。教皇と皇帝の争いの中、伝統的な政治秩序が崩壊していくのを見たユーグはクリュニー修道士としての人々の救済や祈りに没頭するようになった。それは要するに、クリュニーがラテン=カトリック世界の政治活動から身を引くことを意味したのである。政治活動から距離を置いたユーグは、その後半生をヨーロッパ最大規模の建築物であるクリュニーⅢの建設という大事業に捧げた。この壮大な建築の費用の4分の3はカスティーリャ王アルフォンソ6世などのパトロンの寄付によって賄われたものの、修道院に莫大な財政的負担をもたらした。さらに、土木作業員や農業労働者、商人の大規模な雇用を通じて貨幣経済に巻き込まれたクリュニーは、膨張する周年記念祈祷代や定額の貨幣地代の普及などが要因となり、経済状況が一層逼迫する結果となった。その一方で、支院の拡大やクリュニーⅢの建築を通じてクリュニー修道制の全盛期を築き上げたこともユーグの功績である。
この修道会に属しなかったが、クリュニーの影響を強く受けた数多くの修道院の一つが、ドイツ・シュヴァーベン地方、カルフ近郊のヒルザウ（Hirsau）修道院とその約150の末院であった。

### シトー会の台頭とピエールの中興
12世紀前半の7代院長ポンス(在位1109-1122)のころには、クリュニーは「王国」とも称された昔日の影響力を失いつつあった。シトー会や聖堂参事会、カルトジオ会を筆頭とする復古的・禁欲的な修道会が台頭し、クリュニーを批判した。特にグレゴリウス改革以降、共住修道生活の再建者となったシトー会の発展は著しいものであった。
寄進数は減少の一途を辿り、聖俗界の権力者とは土地や権利を巡る紛争・裁判が多発した。第1ラテラン公会議において司教権が強化され、免属特権に固執するポンスやモンテ・カッシーノは司教団から激しい攻撃にさらされた。また、強化の一途を辿る司教権に対抗するために多額の訴訟に資金をつぎ込んだポンスは教団内からも批判され、罷免されるに至った。辞職を認めないポンスは1125年、自派の修道士や農民、騎士を連れてクリュニーに押し入り、施設を占拠した。その際に祭具や祭器が略奪され、新設直後の大聖堂の身廊が崩落した。この事件によりポンスは破門され、キリスト教を離教させられ、獄中で死亡するに至った。一連の裁治を行った教皇ホノリウス2世は、書簡の中でポンスを「被破門者、侵略者、略奪者、涜聖者、離教者」と激しく非難している。ちなみにポンスが獄死した同年の3月にはモンテ・カッシーノの修道院長オデリシウスがホノリウス2世により罷免された。ヨーロッパを代表する2つのベネディクト修道院の院長が相次いて罷免されたことは司教権や教皇権の増長を促し、ベネディクト修道制の全体的な退潮も始まった。クリュニーから分離・独立する修道院も増加し、ベネディクト修道制は大きな岐路を迎えたのである。

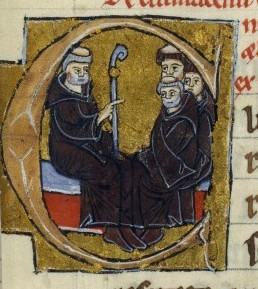
9第院長ピエールと修道士たち

9代院長ピエール(在位1122-1156)はクリュニー批判に対抗し、シトー会を代表するクレルヴォーのベルナルドゥスと激しい論争を繰り広げた。また、豪華な典礼や建築、食事が行われ、貴族的な生活を送るようになっていたクリュニー修道士に対し、新たな規則を制定して改革を進めた。典礼の簡素化のために詩篇頌読(詩篇を礼賛しながら読むこと)の一部を「厄介で退屈」という理由から廃止したり、大ミサを重視することで際限なく行われていた私誦ミサを抑制した。また、財政上の理由から貧者への施しを「1日の貧者給養数は50人まで」とした。衣服に関しては、質の良い毛織物の修道服や寝台カバーを禁止した。食事に関しては、待降節と金曜日においてラードの使用を禁じ、病人と虚弱体質者以外の肉食を禁止し、特定の期間における1日1食を推奨した。沈黙に関しては、とくに病室、修練士室、回廊、食堂での沈黙の厳守を規定した。これらの規則は実際の遵守には大きな困難が伴い、効果には疑問が残る。しかし、ピエール自身も「せめて律修生活の影、痕跡、片鱗くらいは保持するように」と述べ、その点は認識していたようだった。またピエールは護教・教化のため、多数の著作を世に出した。しかし反対勢力を押し切って改革に挑んだピエールの懸命な努力に関わらず、クリュニー的修道理念が人に与える影響は低下の一途を辿っていた。教皇庁はクリュニーの人材を必要としなくなり、クリュニー出身の枢機卿は減り続けた。1183年の教皇ルキウス3世によるクリュニー修道士の枢機卿への登用を最後に、教皇はクリュニー修道士を枢機卿に任命していない。クリュニー修道院がヨーロッパの教会政治に多大な影響を与える時代の終焉である。

### 衰退
クリュニー中興の祖、9代院長ピエールの死(1156年)から17代院長ユーグ5世(在位1199-1127)までの時代は不安定かつ激動の時代であり、「リーダーシップの危機」とも呼ばれた時代であった。12世紀後半の修道院長在任期間は格段に短くなっており、在任期間の平均は1人あたり5.3年であった。初代院長ベルノンからピエールまでの時代のクリュニー院長平均在任期間が1人あたり27.3年であることと比較すると、その変化が浮き彫りとなる。さらに、12世紀後半のマコネ地方は皇帝フリードリヒ1世の即位、クリュニー修道院長の分裂選挙、教皇シスマ(アレクサンデル3世とウィクトル4世の対立)の発生など様々な政治的混乱の渦中にあった。そうした背景の下フランス王権がマコネ地方への干渉を強め、1166年のルイ7世のマコネ遠征以降、クリュニーはフランス王の保護と干渉を受けるようになり、フランスの国政に組み込まれていく。1258年、ルイ9世は書簡で「クリュニー修道院がつねに王の監督と保護下にあり、決してそこから離脱しないこと」とし、クリュニーを完全にフランス王権の監督下に置いた。この時点をもって、クリュニーは自らを完全にフランス王権に譲渡し、単なる王国の一施設となった。
24代院長ギヨーム(在位1244-1257)はフランス王フィリップ2世の息子であり、派手で豪奢な生活を好み、様々な改革規則や教書を廃止し、院長の専制を促進した。彼の統治下のクリュニーでは暴力、陰謀、反抗、シモニアが横行し、所領までもがベネフィキウムとして外部に貸し出され、財政に巨額の負債が生まれた。抑圧された支院長たちはクリュニーに反旗を翻し、次々とクリュニー修道会から離脱していった。また、徹底された教皇課税の搾取やフランス王権への資金援助も大きな財政負担となり、14世紀のアヴィニョン捕囚期には、もはやクリュニー修道院長はアヴィニョンに定住し、教皇の命令を取り次ぐだけの存在になり下がった。修道士の数は200人を割り、戦争の長期化、悪疫の蔓延、凶作、略奪、臨時管理修道院長(コマンダテール)の横暴などが続いた。托鉢修道会の登場と活躍も、クリュニー修道制の衰退を促進した。それでも存続したクリュニーだが、もはや自力での再生は困難であった。16世紀の宗教戦争という外圧をきっかけに17世紀には改革の機運が高まったが、方向性の違いから修道士が旧律派と厳律派に分裂し、以後1世紀以上にわたり泥沼の党派抗争が繰り広げられた。クリュニーはもはや一枚岩で存続することが不可能になったのである。

### フランス革命と修道制の終焉
18世紀のフランス革命期になると、修道制は公序良俗に反するとして敵視され、修道会そのものが廃止されていった。啓蒙を自称する革命政府の要人にとって、修道生活は中世の無知の象徴に見えたからである。在俗教会も大幅に再編され、その権力や称号、給与には大きな制約が課せられるようになり、教皇は政治活動から締め出された。聖職者の仕事は教区民の指導のみに制限され、修道会の存在意義は完全に喪失した。1792年、立法議会は完全な修道院閉鎖を命令し、フランス全域の修道院が閉鎖された。
1790年2月13日、クリュニー修道院は修道会の解散を決議し、これをもって880年にわたるクリュニー修道院の歴史は幕を閉じた。9代院長ピエールの晩年に400人の修道士を数えたクリュニーも、42人まで落ち込んでいた。多くの修道士は故郷へ帰り、家庭を築いたり、新たな職に就いたりして、それぞれの生活を歩み始めた。立法議会に反抗し、新法に従うことを拒否した修道士(宣誓拒否司祭)は逮捕されて刑務所に投獄され、その多くが流刑、銃殺、ギロチン、栄養失調などにより命を落とした。クリュニー修道院だけでなくベネディクト会系列の修道士の多くがフランス革命の迫害と受難により殉教したが、少なくない聖職者たちが己の信仰を貫くために精神的・肉体的苦痛を厭わなかったのである。
1791年の閉鎖以降、クリュニーは無人の施設となり、その豊富な建材や貴重品は略奪と破壊にさらされた。金品目当ての盗賊だけでなく、革命クラブの一派も霊廟を破壊し、大量の典礼書、教父の著作、権利証書などが焚書された。マコン町当局もクリュニー解体の見積もりを業者に依頼し、解体工事と資材のバラ売りを通じて莫大な利益を得た。当時の資材販売の告知ビラには「クリュニー旧修道院解体に由来する建築用木材、瓦、タイル、レンガ、石材、扉、窓枠、煙突等のあらゆる資材び卸売り、小売りを希望する者は担当係に照会すること」と記されている。1823年に解体作業は聖堂の南翼を残してすべて終了した。こうして現在のクリュニーの景観が定まったのである。

## 活動

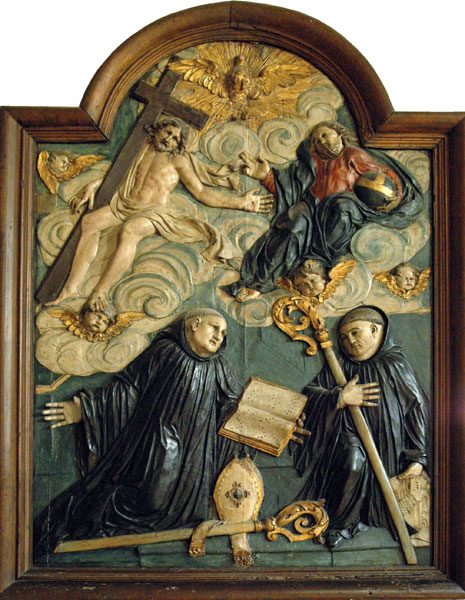
ヌルシアのベネディクトゥス(左)とアニアヌのベネディクト(右)

### 祈りの価値観
カロリング朝以降、民衆の救済観は大きく変化した。聖人や聖遺物の近くに埋葬されることが救済だと考えていた一般信徒が、「祈り」を重視するようになるのである。神が現世の貧困や苦難への果報として、弱者や病人、貧者に格別の恩寵を与えると信じられていたため、特に弱いものの祈りに信頼が寄せられた。その流れの中、聖務に精通し、かつ清貧をモットーとする修道士の祈りは特に熱心に求められた。特にベネディクト会修道士はアニアヌのベネディクトの典礼改革により、祭儀と祈祷の内容が次第に複雑化・増大しつつ、専門化が進んでいたため、民衆から大きな支持を得た。
救済観の変化の背景には、1000年期の到来があった。国王、封建領主、騎士、信徒といったあらゆる人々がキリスト受難の1000年目、1033年の到来を恐れていた。なぜなら当時キリストの命日は誕生日より重視され、死後1000周年に暗黒の混沌と終末が訪れるとされていたからである。同時に頻発する戦争や災害は神の怒りとされ、社会不安が増大していった。人間は自分の汚れを洗い落とし、世俗の快楽を断念、禁欲し、全能の神の怒りをやわらげなければならないという思想が流行った。そんな中、超自然的なものと関係を結ぶことが出来る「祈り」は、恐怖や不安を和らげる最大の癒しだったのである。

### 祈祷兄弟盟約と寄進
ベネディクト会修道院であるクリュニーは、聖ベネディクトゥス戒律がモットーとした「祈り、働け」のうち「祈り」に重点を置き、自分たちこそがほかの人たちの死後の魂のための祈りもすべて請け負うと中世で初めて公然と宣言した修道院である。また、その厳格かつ大勢という性質ゆえに、貴族たちにとって自分たちの代わりに神に祈ってもらう(死後の魂の平安、救済を求める)、いわゆる「代祷」を行う役に適任とされた。外部の修道士、聖職者、貴族階級、騎士階級、皇帝、国王といった聖俗の様々な階級の人々が、クリュニーに代祷を頼み、そのために「祈祷兄弟盟約」と呼ばれる、修道士と兄弟の縁を結ぶ契約を結ぼうとした。
人々がクリュニー修道士が「兄弟の縁を結ぶ」意味は、「兄弟の縁を通じて修道士たちの善行に関与し、かつそれを共有する」ことであるとされる。さらに祈祷兄弟盟約では、修道士の代祷の効果は契約者だけでなく、その親族すべてに及ぶとされた。ゆえに、通常は生者・死者問わず、契約者一族のために祈祷兄弟盟約が結ばれることが一般的だった。つまり人々は、自分たちの代わりにクリュニー修道士に善行をしてもらい、その兄弟の絆を通じて間接的に自分たちの救済を神に祈念したのである。ここでいう善行とは、ミサ、詩篇頌読(詩篇を礼賛しながら読むこと)、祈祷、貧者への施しなどがあげられる。
クリュニー修道士と兄弟の縁を結ぶためには、修道士の善行の見返りとして、土地や権利の譲渡・寄進をすることが必要であった。寄進の根拠は聖書の中に求められた。「施しをすれば、人は死から救われ、暗黒の世界へ行かずに済む」(トビト記4章10ー11節)、「器の中にある物を人に施せ。そうすればあなたたちには全ての物が清くなる」(ルカによる福音書11章41節)などの言葉は、人々の寄進文書の中でしばしば言及されている。クリュニーも自ら、その寄進を正当な補償であるとして奨励した。
寄進の規模は様々であったが、騎士階級ほどになると大規模な土地が一括で寄進されることが多かった。寄進者の存命中には、全ての時課、大ミサ、早朝ミサにおいて指定の詩篇や祈祷文が読み上げられた。死後には、ミサ、死者のための聖務、特定の期間の時課において指定の祈祷文が読み上げられ、1週間にわたる特別記念祷が行われた。ドイツの歴史家ヨルデンはこれらの寄進を「祈りとは寄進者にとっての返礼」「水が火を消すように罪を消滅させるのは施物」と表現し、この独特な性質を作り出したことこそがクリュニーの特徴であり、「死者への配慮のなかにこそクリュニー修道院の独創性がある」と指摘している。
ほかに祈祷兄弟盟約で得られるものとして、修道院墓地への埋葬権があった。埋葬を願い、寄進をして祈祷兄弟盟約を結ぶことは非常にありふれたことであった。教皇ヨハネス19世の特許状において、クリュニー修道院墓地は特権墓地であり、被破門者の埋葬をも許可すると認められた。そこでは、クリュニー修道院に逃れてきた罪人に対しては「贖宥と救いの治療薬」が阻まれてはならず、あらゆる人々にとって「信仰の避難所」でなくてはならないと述べられている。クリュニーは破門された人々の避難所でもあり、絶対的な救済力を保持していたのだ。
さらに、クリュニーにおいて祈祷兄弟盟約契約者が永久に記憶され、祈祷されるためには、契約者名を記帳した名簿が必要であった。名簿には2種類があり、1つは祈祷兄弟盟約簿で「生命の書」と呼ばれた。もう1つは殉教者名簿であり、「周年記念祷名簿」と呼ばれた。当初はミサで使用される祈祷書(ミサ典書)に直接書き込まれていたが、登録者の増加により名前を記載した紙片をミサ典書に添付・挿入される形態をとるようになった。祈祷兄弟盟約簿に記載された者は死後に名前を周年記念祷名簿に転写され、永久の修道士の記念祷と施しが確約された。ただし、この記念祷は死者の生前の社会的地位やクリュニーへの貢献度などに左右され、規模や期間は人物によって違った。

### 祭式偏重主義と腐敗
代祷に従事する専門集団としての修道院の性格は、クリュニーが初めて確立させたとされている。聖ベネディクトゥス戒律では祈祷は読書、労働と並ぶ日課の三要素とされていたが、クリュニー修道院では祈祷のみが唯一の重要な務めとなった。ミサが労働のための時間を圧迫し、詩篇頌読が読書の時間を奪った。祈祷兄弟盟約簿に記帳される人間が増えるにつれ、祈祷や善行が過重になっていき、次第にクリュニーは「祭式偏重主義」に陥っていった。早朝から深夜まで絶え間なく典礼が行われ、修道士たちは休みなく祈祷をし続けた。聖ベネディクトゥス戒律では「詩篇頌読は1日40回」とされているにも関わらず、この頃のクリュニーの1日詩篇頌読回数は250回にも及んだ。また定期的なミサだけでなく、個人に捧げる私誦ミサが爆発的に増加し、ありとあらゆる場所にそのための祭壇が建設された。昼夜問わず延々と続く典礼のために、衣が鉛のように修道士の肩に食い込んでいたともいわれる。その死者に対する祈祷はエスカレートしていき、やがて祈祷兄弟盟約を結んだ人間だけでなく、「死せるすべての信徒のための記念日」、いわゆる「万霊節」が設置されるほどになっていった。教皇はヨハネス19世、院長は6代オディロンの時である。
13世紀の9代ピエールのころには、修道士のほとんどが貴族身分の出身者でかためられ、一般信徒を召使いとするなど、その生活は貴族のようになっていた。壮麗な典礼が修道生活の中心となり、完成したクリュニーⅢに代表されるような「神にふさわしい」建物や装飾が追求された。美しい祈りの声を出すための豊かな食事なども提供された。クレルヴォーのベルナルドゥスは当時のクリュニー修道院をこう批判する。
ピエール以降、クリュニー修道院は衰退の一途を辿る。これは『聖ベネディクトゥス戒律』における「中庸」「手の労働」「謙遜の美徳」を放棄し、忘れ去ったことからの必然的な帰結であるとも考えられるのである。

### キリスト教史におけるクリュニー修道制の影響
死者に対する共存・共生の信仰が教会の思想に現れるのは紀元1000年頃であった。そうした背景の下でクリュニーが死者のための救霊、埋葬を行い、司教座聖堂を凌ぐ人気を得たのである。祈祷兄弟盟約を通じて西欧の聖俗界に進出したクリュニーは、12世紀初頭までに約1500もの修道院を傘下に治めるようになった。そうしてキリスト教の理念は寄進者である有力領主や諸侯を介し、上から下へとが浸透し、民間へと定着していった。ここで初めて、キリスト教は普遍的な宗教として西欧に広まったのである。クリュニーはキリスト教による西欧の文化的・宗教的統合に大きな貢献をしたのである。それだけでなく、10から11世紀に西欧を席巻したクリュニーが聖俗界の要人と祈祷兄弟盟約を結ぶことで、ゲルマン・ローマ世界の統合を進めたともいわれている。

## 免属特権
910年9月11日の設立特許状において、クリュニーは5年ごとにローマ教皇庁の両使徒の墓所に灯明代を10ソリドゥス払い、使徒ペテロと使徒パウロに寄進することが明記された。これにより、クリュニーはキリストの代理であり後継者でもあるローマ教皇に所属することになる。すなわち「両使徒と教皇の守護」の庇護下におかれることで、いかなる世俗権力も修道院の財産や修道院長選挙に干渉することや、ベネフィキウムとして他人に与えることが許されなくなったのである。教区を管轄する司教でさえも、修道院長の許可なしに敷地に立ち入ることが禁止された。聖俗両界の生者・死者の救済こそがクリュニーの大事の存在意義であり、教皇権はクリュニーを外部勢力から守護し、その救済活動を永遠に保証するためのものと考えられていたのである。
クリュニー設立時の教皇はセルギウス3世であり、10世紀当時の教皇権は政治的に無力である上に活動範囲をローマ周辺に限定されていた。しかしそれにも関わらず、両使徒と教皇座の権威は依然として無視できるほどではなく、一般信徒の求心性や一体性を確実に担保していた。特にアルプス以北において、教皇座は教皇その人の振る舞いや人間性とは関係ない畏敬の対象であり、神秘の対象でもあった。クリュニーの発展はその衰えていた教皇権の覚醒を促し、同時にクリュニーの威信を高めることにも繋がったのである。また、新設修道院を両使徒と教皇の保護下におくことは敬虔な信徒にとっては至上の喜びであり、慰めであり、活動の力の源泉であった。のちにローマの政争や対立教皇の出現によって両使徒の墓所を訪問できなくなった信徒はクリュニーを訪れたほどである。
初代修道院長ベルノンの死後、後継の修道院長たちにも特許状が交付された。しかし大半は設立特許状の焼き直しに過ぎず、初代から第3代院長アイマールまでの67年間において内容の大きな変化はほとんどなかった。クリュニーとその教区司教であるマコン司教との関係性が良好で、問題が殆ど起こらなかったこともその一因である。

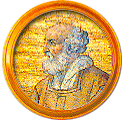
ヨハネス19世、サン・パオロ・フオーリ・レ・ムーラ大聖堂

第5代院長オディロンの在位時である998年、教皇グレゴリウス5世は「司教や司祭は招かれない限り、クリュニーにおいて勝手な聖別・叙階、ミサの執行を禁じる」という内容の免属特許状を発行した。さらに1024年、教皇ヨハネス19世は「クリュニー修道士はあらゆる司教からの懲戒権に縛られない」という内容の特許状をオディロンに授与し、クリュニーのみならず傘下の全修道院に対して、聖座の子として教皇以外によって破門されることがないとした。ここに至り、クリュニーは教区司教権からの免属特権をほぼ手に入れたのである。なお教区司教の反発も激しく、クリュニーと司教団の裁判も勃発し、司教の中には教皇特許状への疑問視をするものまで現れた。事態を重く見たヨハネス19世は自らマコン司教とその上司にあたるリヨン大司教に対し、教皇座に対する不服従とみなし司教位を剥奪するとも警告した。その結果司教権は弱体化し、クリュニーは1030年頃には免属特権を後ろ盾として自立的な修道会を組織するようになった。それがクリュニー修道会であり、ヨーロッパ史上初めての、在俗協会に比肩しうる修道教会の誕生であった。クリュニー修道会を皮切りに12世紀以降、シトー会、托鉢修道会、イエズス会といった大修道会が誕生する。クリュニーの免属特権はこの後弱体化していくが、クリュニーから始まった修道教会と在俗教会はカトリシズムの両輪として、現在までキリスト教カトリックを支え続けている。

## 修道生活
中世の修道院の1日は全て日の出から始まり、日没に終わる。これは太陽が唯一の時計であったことに起因している。そのため中世に記された修道院日課表には時刻が記載されておらず、詳細な時刻の割り出しが困難である。さらに食事の回数や典礼の内容も季節によって変わるため、一律に生活内容を規定することは難しい。それを踏まえた上で、以下に1080年冬のクリュニー修道士のタイムテーブルを示す。
| 典礼   | 時刻      | 詳細 |
| 連祷   |           | 30の詩篇 |
| 夜課   | 午前2:30  | 14編の詩の祈祷/詩篇50/寄進者のための4つの詩篇(6,19,69,141)/聖母マリア教会への行列(詩篇84,86)/2つの詩篇(伏して祈る)/諸聖人の朝課/死者のための朝課/詩篇43,78,93/「都に上る歌」(詩篇120-134)/詩篇98,22/聖歌隊による歌 |
| 朝課   | 5:00      | 14編から20編の祈祷/詩篇50/4つの詩篇を追加頌読/寄進者のための4つの詩篇(31,85,69,141)/2つの詩篇(伏して祈る) |
| 仮眠   |           | |
| 一時課 | 6:30      | 31編の詩篇の祈祷/詩篇50/アタナシオス信条/寄進者のための4つの詩篇(37,22,69,141)/7つの改悛の詩篇(6,31,37,50,101,129,142)/連祷(69,120,122,42)/集会/詩篇5,6,114,151,129,142/談話/読書/手仕事/私誦ミサ                  |
| 三時課 | 8:15      | 14編の詩篇の祈祷/詩篇50/寄進者のための4つの詩篇(101,66,69,141)/聖務日課の朝課/2つの詩篇の祈祷/読書 |
| 六時課 | 午後12:00 | 14の詩篇の祈祷/詩篇50/寄進者のための4つの詩篇(129,78,69,141)/連祷/荘厳ミサ聖祭 |
| 昼食   |           | 詩篇50 |
| 九時課 | 14:15     | 14編の詩篇の祈祷/詩篇50/寄進者のための4つの詩篇(129,78,69,141)/2つの詩篇(伏して祈る) |
| 晩祷   | 16:15     | 20の詩篇の祈祷/詩篇50/特別の4つの詩篇/寄進者のための4つの詩篇(142,83,69,141)/聖母マリア教会への行列/諸聖人の晩祷/死者のための晩祷                                                                                  |
| 夕食   |           | 詩篇50,119,3/死者のための徹夜課(追悼祭前日の祈祷) |
| 終時課 | 17:00     | 17編の詩篇の祈祷/特別の2つの詩篇/9つの詩篇(69,12,120,50,12,42,66,126,129) |
| 就床   |           | |

当時のクリュニーは祭式偏重主義に陥っていており、その善行の量(ミサ聖祭、詩篇頌読、祈祷、貧者への施し、その他)は前例のない過重なものであった。

## 建築

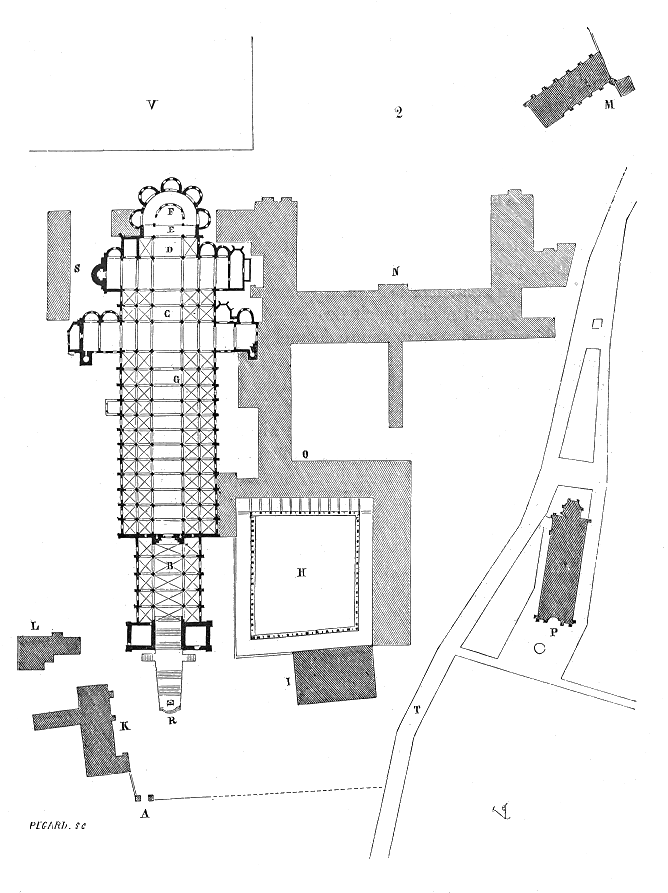
クリュニーⅢの平面図

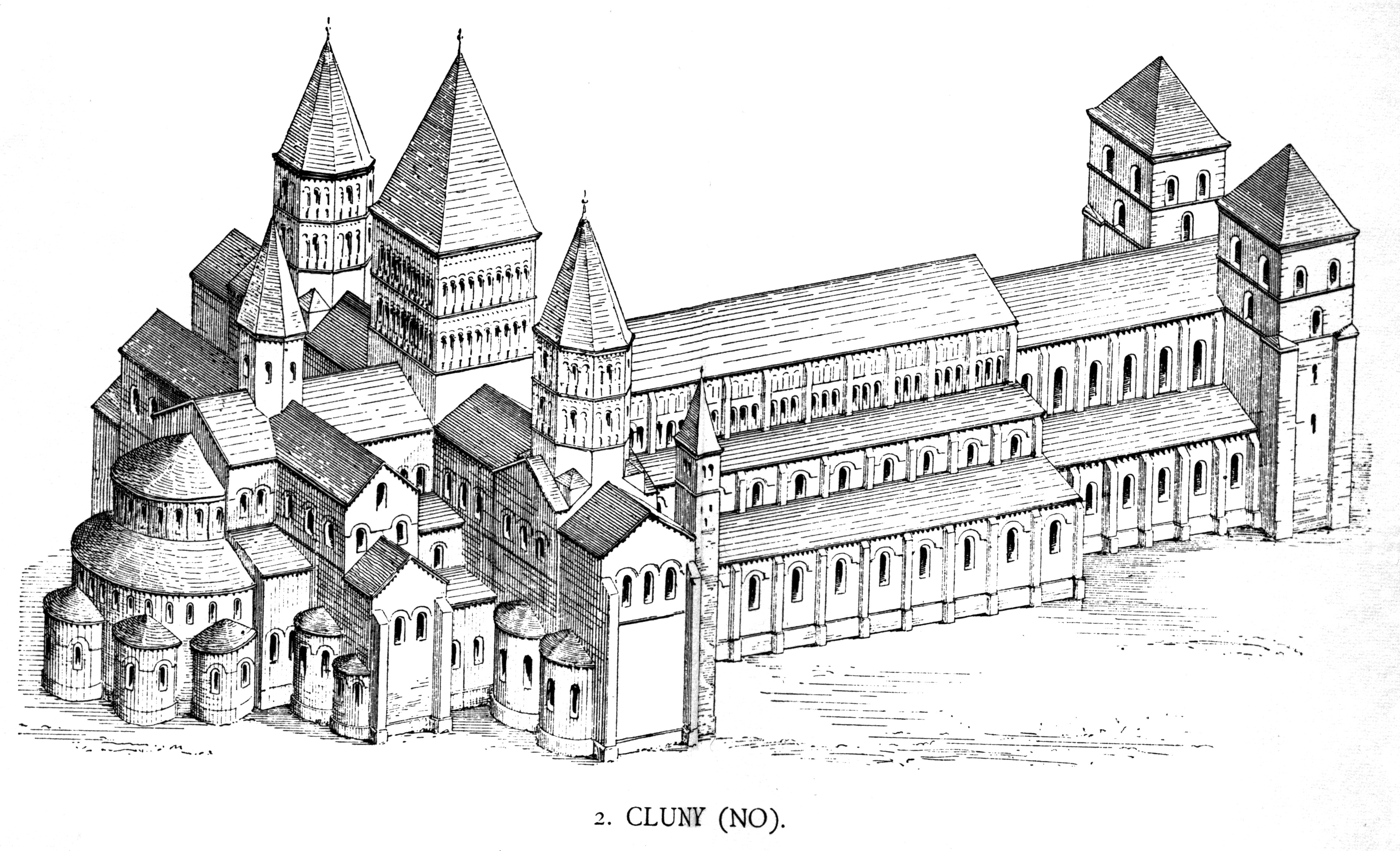
クリュニーⅢの復元図

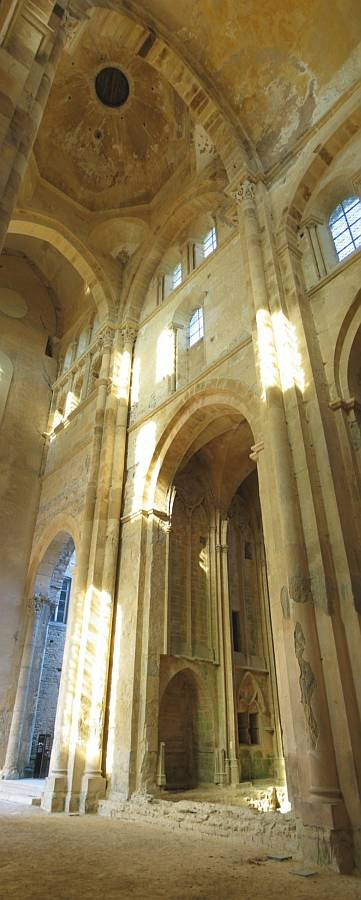
残存するクリュニーⅢの一部

クリュニー修道院の聖堂は3期に渡って建築された。初代の建物は、初代院長ベルノンの指揮の元に建設されたと見られる小規模な教会堂であった。第2期の"クリュニーⅡ"と呼ばれる建築は、10世紀頃、4代マイウールの時に建設された。
クリュニーⅢの建設は、クリュニー会の最盛時、1088年に6代院長ユーグの下で開始された。この建物は13世紀まで拡張され、最終的な聖堂の大きさは入り口から後陣までの長さが約190メートル、高さが約40メートルという巨大なものであり、16世紀までキリスト教国最大のものであった。その荘厳さは「天使がもし人間の場所を気に入るならば、立ち寄るであろう場所」といわれ、「天使のごとき生活」を地上で実現した建物とされた。
クリュニーⅢではその30メートルに達するヴォールト天井を支えるための格子状の基礎が配置されたり、半円形周歩廊では直径45㎝の円柱で高さ9メートルのアーケードを支えるという試みがされた。これらの技術はそれまでの建築技術を根底から覆すものであり、12世紀ルネサンスの基礎を形作っただけでなく、ゴシック建築への道を示した。また、3廊式玄関廊、5廊式身廊、大翼廊、5廊式内陣などは、しばしば他の修道院の手本となった。
クリュニー修道院の建物はフランス革命によって破壊され放棄された後に、他の建造物の石材供給源になってしまったため、聖堂南側の翼廊の一部だけが当時の姿を残しているのみである。

## 修道院長一覧
歴代のクリュニー修道院長の一覧を以下に示す。
15世紀後半から16世紀前半には、クリュニー修道院は臨時管理修道院長(コマンダテール)の下に置かれるようになった。
コマンダテールの特徴は、自分は修道院を訪れず、代理を派遣し統治させ、院長の収入だけは受け取るというものである。コマンダテールの支配がクリュニーの衰退を加速させたというのが現在の通説となっている。
| 就任年 | 辞任年 | 人物名                                           |
| ------ | ------ | ------------------------------------------------ |
| 910    | 927    | ベルノン                                         |
| 927    | 942    | オドン                                           |
| 942    | 963    | アイマール                                       |
| 963    | 994    | マイウール                                       |
| 994    | 1048   | オディロン                                       |
| 1048   | 1109   | ユーグ                                           |
| 1109   | 1122   | ポンス                                           |
| 1122   | 1122   | ユーグ2世                                        |
| 1122   | 1156   | ピエール                                         |
| 1157   | 1157   | ロバート・ル・グロ                               |
| 1158   | 1161   | ユーグ3世                                        |
| 1161   | 1173   | スティーブン1世                                  |
| 1173   | 1176   | ラウル・ド・シュリー                             |
| 1176   | 1177   | ゴーティエ・ド・シャティヨン                     |
| 1177   | 1180   | ウィリアム1世                                    |
| 1180   | 1183   | オスティアのティボー                             |
| 1183   | 1199   | ユーグ4世                                        |
| 1199   | 1207   | ユーグ5世                                        |
| 1207   | 1215   | ウィリアム2世                                    |
| 1215   | 1220   | ジェラルド                                       |
| 1220   | 1228   | ローランド・ド・エノー                           |
| 1228   | 1230   | バルテルミ・ド・フロランジュ                     |
| 1230   | 1232   | スティーブン2世                                  |
| 1232   | 1235   | スティーブン3世                                  |
| 1235   | 1244   | ユーグ6世                                        |
| 1244   | 1257   | ウィリアム3世(ギヨーム)                          |
| 1257   | 1275   | イヴ1世                                          |
| 1275   | 1289   | イヴ2世                                          |
| 1289   | 1295   | ウィリアム4世                                    |
| 1295   | 1308   | ベルトラン1世                                    |
| 1308   | 1319   | アンリ1世                                        |
| 1319   | 1322   | レイモンド1世                                    |
| 1322   | 1342   | ピエール2世                                      |
| 1342   | 1347   | イティエ・ド・ミランド                           |
| 1347   | 1350   | ユーグ7世                                        |
| 1350   | 1351   | ユーグ8世                                        |
| 1351   | 1361   | アンドロワン・ド・ラ・ロッシュ                   |
| 1361   | 1368   | サイモン1世                                      |
| 1369   | 1374   | ジョン1世                                        |
| 1374   | 1383   | ジャック1世                                      |
| 1383   | 1400   | ジョン2世                                        |
| 1400   | 1416   | レイモンド2世                                    |
| 1416   | 1423   | ロバート2世                                      |
| 1423   | 1456   | オドン2世                                        |
| 1456   | 1480   | ジャン・ド・ブルボン                             |
| 1480   | 1510   | ジャック・ダンボワーズ                           |
| 1510   | 1518   | ジェフロワ・ダンボワーズ                         |
| 1518   | 1528   | アイマール・グフィエ                             |
| 1529   | 1550   | ジャン・ド・ロレーヌ                             |
| 1550   | 1574   | シャルル・ド・ロレーヌ                           |
| 1575   | 1612   | クロード・ド・ギーズ                             |
| 1612   | 1621   | ルイ・ド・ロレーヌ                               |
| 1621   | 1629   | ジャック4世                                      |
| 1629   | 1642   | リシュリュー                                     |
| 1642   | 1654   | アルマン・ド・ブルボン                           |
| 1654   | 1661   | ジュール・マザラン                               |
| 1661   | 1672   | リナルド・デステ                                 |
| 1672   | 1683   | アンリ・ベルトラン・ド・ブブロン                 |
| 1683   | 1715   | エマニュエル・テオドーズ                         |
| 1715   | 1747   | アンリ・オズワルド                               |
| 1747   | 1757   | フレデリック・ジェローム・ド・ラ・ロシュフーコー |
| 1757   | 1790   | ドミニク・ド・ラ・ロシュフーコー                 |